# ガラスの城 (漫画)
『ガラスの城』（ガラスのしろ）は、わたなべまさこによる日本の漫画。第16回（1970年）小学館漫画賞受賞作品。わたなべまさこの代表作の1つに挙げられる。
『週刊マーガレット』（集英社）に1969年3号（昭和44年1月26日号）から1970年49号（昭和45年12月6日号）まで約2年間連載され、創刊黎明期を支えた作品の1つ。

## 概要
1970年代に爆発的な人気を獲得し、「純粋な心を持つ妹が、性格のゆがんだ姉を最後には許す」という善悪構造はその後、多くの作品で取り入れられ、日本のみならず2002年の韓国のテレビドラマ『ガラスの靴』などにも影響を与えているという説もある。
2015年のこのマンガがすごい!WEB（宝島社）による黄金時代少女マンガランキング（1970年代の少女マンガランキング）では17位となっている。

## あらすじ
イサドラとマリサは、ロンドンに住む双子の姉妹。ある日、2人の母が事故死してしまう。イサドラは母の遺品から、妹のマリサが実はストラス・フォード伯爵家の娘だったという証拠を見つける。イサドラは証拠に細工をし、自分こそが伯爵令嬢だとなりすますことに成功。上流社会の社交界にデビューし、上流階級の若者たちとのロマンスを楽しんでいた。
マリサは伯爵の好意から、ストラス・フォード城に住むことを許されるが、イサドラの策謀によって召使での待遇となり、いじめも受ける。しかし、伯爵と執事のクロッキーは、マリサの優しさや上品さに好意を抱くと共に、イサドラの性格や行動に違和感を覚えはじめる。
マリサの実母フランソワは死んだと思われていたが記憶喪失状態で発見され、伯爵に迎え入れられ、いっしょにストラス・フォード城で暮らすことになった。このことが、イサドラにさらなる動揺を呼ぶことになる。イサドラは催眠術師ツタンカーメンを使ってマリサに催眠術をかける。マリサは看護婦としてアフリカのビアフラへ難民支援として赴く。アフリカで催眠術は解けたが、マリサは医師クリフト・モンゴメリーと結婚し、娘マリアを儲ける。一方、イサドラも数々の浮名を経て大富豪と結婚し、娘ミューズを儲けるが、その大富豪はツタンカーメンの変装であった。ツタンカーメンの目的は、ストラス・フォード城からバッキンガム宮殿へつながっている秘密通路を使ってイギリス王室に害をなすことであった。それを知ったイサドラはツタンカーメンを殺害し、マリサが正当な伯爵家の令嬢だと公に認めた。
伯爵家に戻ったマリサは、ミューズを自分の娘として育てる。
年月は流れ、病によって美貌も崩れ、精神に異常をきたしたイサドラが戻ってきて、ミューズに自分こそが本当の母であり、マリサに陥れられて伯爵家を追われたと吹き込んだ。イサドラとミューズはストラス・フォード城から姿を消した。
しばらくして、伯爵家は破産の危機に陥る。事態を打開するために、伯爵家の領地であるグラスゴー島へマリサとマリアは赴くが、領民は先祖代々伯爵家に恨みをかかえており、さらにはイサドラとミューズが領民を率いていた。領民による魔女裁判でマリサとマリアは処刑させそうになるが、同性ながらも、マリアを愛していたミューズは二人を助ける。イサドラも己の罪を悔いて、館に火を放ち、焼け死ぬことで安らぎを得た。崩れ落ちた館の跡から、ダイヤモンドの城が現れ、その城を領民に与えることで、伯爵家と領民の和解も成った。
ミューズは母イサドラの罪を背負うため、また愛するマリアのために祈り続けたいと修道院へと入った。